# Acusilas coccineus
Acusilas coccineus (Simon, 1895) è un ragno appartenente alla famiglia Araneidae.

## Etimologia
Non è ben chiara l'origine del nome del genere: forse deriva dal greco Ακουσίλαος Acusìlaos, storico e logografo greco del VI secolo a.C., di Argo, da alcuni menzionato fra i Sette Savi e citato da Platone nel Simposio.
Il nome proprio deriva dall'aggettivo latino coccineus, che significa scarlatto, ad indicarne il colore rosso dell'opistosoma della femmina.

## Descrizione
La differenza di dimensioni nei maschi rinvenuti e studiati è consistente: quelli delle regioni settentrionali dell'areale sono più grandi di quelli delle regioni meridionali. La forma dei genitali è però la stessa in tutti gli esemplari, quindi li si considera tutti appartenenti ad A. coccineus.
Piccole differenze presenti negli emboli e nelle apofisi mediane non sono rilevanti dal punto di vista tassonomico per l'assegnazione di nuove specie.

### Femmine
Le femmine di A. coccineus differiscono dalle altre del genere per la membrana dell'epigino più larga anteriormente. I dotti copulatori sono ben visibili senza dover schiarire prima l'epigino, come in A. dahoneus, ma quest'ultima ha la forma della membrana completamente diversa: più larga che lunga e ricopre quasi interamente la cavità dell'epigino.

#### Colorazione
Nella descrizione dei colori non si tiene conto di esemplari conservati in alcool, in quanto, col passare del tempo, ne impallidisce le tinte. La regione oculare è nera; il cefalotorace, i cheliceri, le zampe e lo sterno variano dal marrone chiaro al bruno rossastro. L'opistosoma è bruno grigio-bruno rossastro, con un folium di colore bianco e bande a zig-zag di varie forme o una sola banda scura sul margine del dorso. L'epigino è bianco o marrone chiaro.

### Maschi
I maschi si distinguono dalle altre specie di Acusilas nell'avere l'embolo sottile e nero con la punta troncata; questo, nel punto di contatto con il conduttore, attua una svolta e punta verso il centro del bulbo. Somiglia all'embolo di A. vilei, ma questa specie non ha alcuna pars pendula nella parte distale dell'embolo stesso..

#### Colorazione
La regione oculare è nera anche nei maschi; il cefalotorace è rossastro e i cheliceri sono marroni. Lo sterno e le zampe sono marrone chiaro; sul III e IV paio delle zampe sono presenti deboli anulazioni. L'opistosoma varia dal grigio chiaro al grigio scuro, con anelli debolmente colorati nel punto di intersezione dei muscoli, detti anche sigilla.

### Dimensioni
| Parti        |                                  |                                  |
| ------------ | -------------------------------- | -------------------------------- |
| legspan      | 2,06-6,32                        | 6,24-9,60                        |
| Cefalotorace | 1,02-3,68 lungo; 0,71-2,50 largo | 2,70-3,72 lungo; 2,05-2,76 largo |
| Opistosoma   | 1,15-3,39 lungo; 0,93-2,30 largo | 3,92-6,98 lungo; 2,41-4,20 largo |
| Sterno       | 0,47-1,32 lungo; 0,47-1,35 largo | 1,18-1,51 lungo; 1,09-1,46 largo |

Tutte le misure sono espresse in millimetri
1. ↑  lunghezza del corpo comprese le zampe

### Parametri oculari
| Parametri oculari  |                     |                     |
| ------------------ | ------------------- | ------------------- |
| AME: ALE: PME: PLE | 0,14:0,08:0,11:0,10 | 0,26:0,17:0,24:0,20 |
| AME-AME            | 0,08                | 0,18                |
| AME-ALE            | 0,02                | 0,06                |
| PME-PME            | 0,08                | 0,10                |
| PER                | 0,52                | 1,17                |
| MOQ-AW             | 0,32                | 0,54                |
| MOQ-PW             | 0,27                | 0,56                |

1. ↑  rapporto fra i diametri degli occhi: AME=occhi mediani anteriori; ALE:Occhi laterali anteriori; PME=occhi mediani posteriori; PLE=Occhi laterali posteriori
2. 1 2  le misure qui descritte sono in millimetri oppure in semplici rapporti di proporzione
3. ↑  distanze interoculari fra gli occhi mediani anteriori
4. ↑  le misure qui descritte sono in millimetri o in proporzione ad un ben noto diametro
5. ↑  distanze interoculari fra gli occhi mediani anteriori e quelli laterali anteriori
6. ↑  distanze interoculari fra gli occhi mediani posteriori
7. ↑  seconda linea di occhi deputati alla visione frontale, superiore e laterale
8. ↑  distanze in vista anteriore del quadrilatero oculare centrale
9. ↑  distanze in vista posteriore del quadrilatero oculare centrale

### Misure delle zampe
| Segmento  | I    | II   | III  | IV   | Pedip. |
| --------- | ---- | ---- | ---- | ---- | ------ |
| Femore    | 0,84 | 0,76 | 0,56 | 0,62 | 0,34   |
| Patella   | 0,40 | 0,38 | 0,28 | 0,36 |        |
| Tibia     | 0,60 | 0,50 | 0,32 | 0,49 | 0,58   |
| Metatarso | 0,54 | 0,50 | 0,30 | 0,44 |        |
| Tarso     | 0,41 | 0,40 | 0,30 | 0,33 | 0,12   |
| TOTALE    | 2,79 | 2,54 | 1,76 | 2,24 | 1,04   |

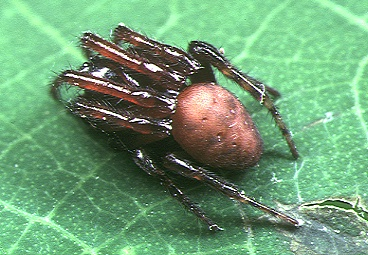
Acusilas coccineus, maschio

Maschio: tutte le misure sono espresse in millimetri
| Segmento  | I     | II   | III  | IV   | Pedip. |
| --------- | ----- | ---- | ---- | ---- | ------ |
| Femore    | 3,13  | 2,85 | 2,14 | 3,10 | 1,12   |
| Patella   | 1,47  | 1,41 | 1,09 | 1,46 | 0,60   |
| Tibia     | 2,33  | 2,05 | 1,27 | 2,17 | 0,74   |
| Metatarso | 2,26  | 2,11 | 1,24 | 2,31 |        |
| Tarso     | 1,07  | 0,99 | 0,78 | 0,91 | 1,14   |
| TOTALE    | 10,26 | 9,41 | 6,52 | 9,95 | 3,60   |

Femmina: tutte le misure sono espresse in millimetri

## Distribuzione e habitat
Gli esemplari rinvenuti provengono principalmente dall'Indonesia: Sepaku, nel Kalimantan, Gunung Leuser National Park a Sumatra, Monti Gedeh, a Giava e Monte Sibella sull'isola di Batjan dell'Arcipelago delle Molucche. Inoltre si trova nello Stato di Sabah, appartenente alla Malaysia; a Singapore; a Ratnapura, nello Sri Lanka; in varie province della Thailandia e diverse località del Giappone.
Gli esemplari sono stati raccolti in ambiente di foresta pluviale fino all'altitudine di 1000 metri.

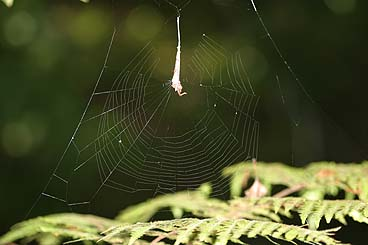
Acusilas coccineus, ragnatela

## Biologia
Le femmine costruiscono tele di forma circolare, circa 30 x 30 centimetri, molto vicine al livello del suolo e tutt'intorno ad uno stabilimentum simile a quello dell'Argiope che funge da punto di attacco dei vari fili e rende più manovrabile il metterli in tensione.

## Tassonomia
Al 2013 non sono note sottospecie.